# Providence Saint Joseph Medical Center
Providence Saint Joseph Medical Center es un hospital Católico en Burbank, California. El hospital tiene 446 camas y es parte de Providence Health & Services. Su dirección es 501 South Buena Vista Street, Burbank, California 91505. En el lado opuesto de Buena Vista Street desde el hospital se encuentra la sede mundial de The Walt Disney Company. El hospital está acreditado por la Comisión de Acreditación de Instalaciones de Rehabilitación.(CARF).

## Historia
Providence Saint Joseph Medical Center en Burbank está afiliado a Providence Health & Services, un gran sistema de salud sin fines de lucro con sede en Renton, Washington. La ubicación de Burbank fue fundada en 1943 por las Hermanas de la Providencia (Hermanas de la Providencia (Montreal).
PSJMC tiene más de 400 camas para pacientes y ofrece una amplia variedad de servicios médicos y de salud a las personas en el Valle de San Fernando. Providence Saint Joseph es uno de los empleadores más grandes del Valle de San Fernando, y el hospital cuenta con más de 650 médicos en su personal y cerca de 2,500 empleados en total.
Anualmente, Providence Saint Joseph trata a decenas de miles de pacientes, incluidos aquellos que buscan servicios de emergencia en su sala de emergencias, atención especial para afecciones médicas y atención preventiva de sus médicos.
Providence Saint Joseph Medical Center también ofrece una amplia variedad de clases y eventos educativos especiales. Las clases incluyen yoga, lactancia materna, pilates, cuidado del corazón, Lamaze y una serie de otros programas especiales, conferencias y clases que se llevan a cabo durante todo el año.

### Liderazgo
Kelly Linden es la directora ejecutiva del Providence Saint Joseph Medical Center. Linden es responsable del centro médico principal, Roy and Patricia Disney Family Cancer Center, así como de varios laboratorios externos.
Eric Wexler se desempeña como vicepresidente y director ejecutivo de Providence Health & Services, Sur de California. Es responsable de uno de los sistemas de atención médica más grandes de la región que incluye el Centro Médico Providence Saint Joseph, Burbank; Centro Médico Providence Holy Cross, Mission Hills; Centro Médico Providence Tarzana, Tarzana; Providence Saint John's Health Center, Santa Mónica; Providence Little Company del Mary Medical Center, Torrance; Providence Little Company of Mary Medical Center, San Pedro; Instituto Médico de Providence; Hospicio Providence TrinityCare; Escuela secundaria de Providence; así como varias instalaciones ambulatorias y de enfermería especializada. Providence Health & Services es un sistema católico de atención médica sin fines de lucro y cuenta con más de 12,000 empleados, médicos y voluntarios.[cita requerida]
De 2002 a 2010, Arnold Schaffer se desempeñó como director ejecutivo de Providence Health & Services California. Antes de Schaffer, de 1996 a 1999, Michael Madden se desempeñó como director ejecutivo del área de servicio de Providence Health System LA. Antes de esto, se desempeñó como director ejecutivo de Providence Saint Joseph Medical Center, un puesto que ocupa desde 1993. Antes de llegar a Providence, trabajó para Sisters of Mercy Health Corporation en Farmington, Míchigan, como vicepresidente ejecutivo de la Región Central de Míchigan. Recibió su Maestría en Administración de Salud y Hospitales de la Universidad de Minnesota en 1968. En 1985, asistió al Programa de Administración Avanzada de seis semanas en Harvard Business School.[cita requerida]
Madden es el expresidente inmediato de la junta de la Asociación de Salud de California y el expresidente de la junta de Alliance of Catholic Health Care Systems. También es el expresidente de la junta de la Asociación de Hospitales del Sur de California. Se desempeña como presidente de la junta de Sycamores, un programa en Pasadena para niños perturbados, y es miembro de la junta de regentes de Providence High School desde hace mucho tiempo.[cita requerida]
Antes de Madden, James E. Sauer Jr., FACHE fue el director ejecutivo del Providence Saint Joseph Medical Center de 1982 a 1996. Antes de su jubilación, Sauer dirigió una serie de expansiones de las instalaciones y el establecimiento de un importante centro oncológico.[cita requerida]

## Premios
- Providence Saint Joseph recibió el HealthGrades Premio a la excelencia en el cuidado de accidentes cerebrovasculares que clasifica a PSJMC entre el 5% superior de la nación durante 7 años consecutivos
- Recipiente del Sello de Oro de Aprobación de la Comisión Conjunta para el Centro Avanzado de Accidentes Cerebrovasculares Primarios
- Clasificaciones de 5 estrellas de HealthGrades 2009 en atención de maternidad, servicios bariátricos y servicios cardíacos para el tratamiento de insuficiencia cardíaca y procedimientos de intervención coronaria

## Vestidores y centro

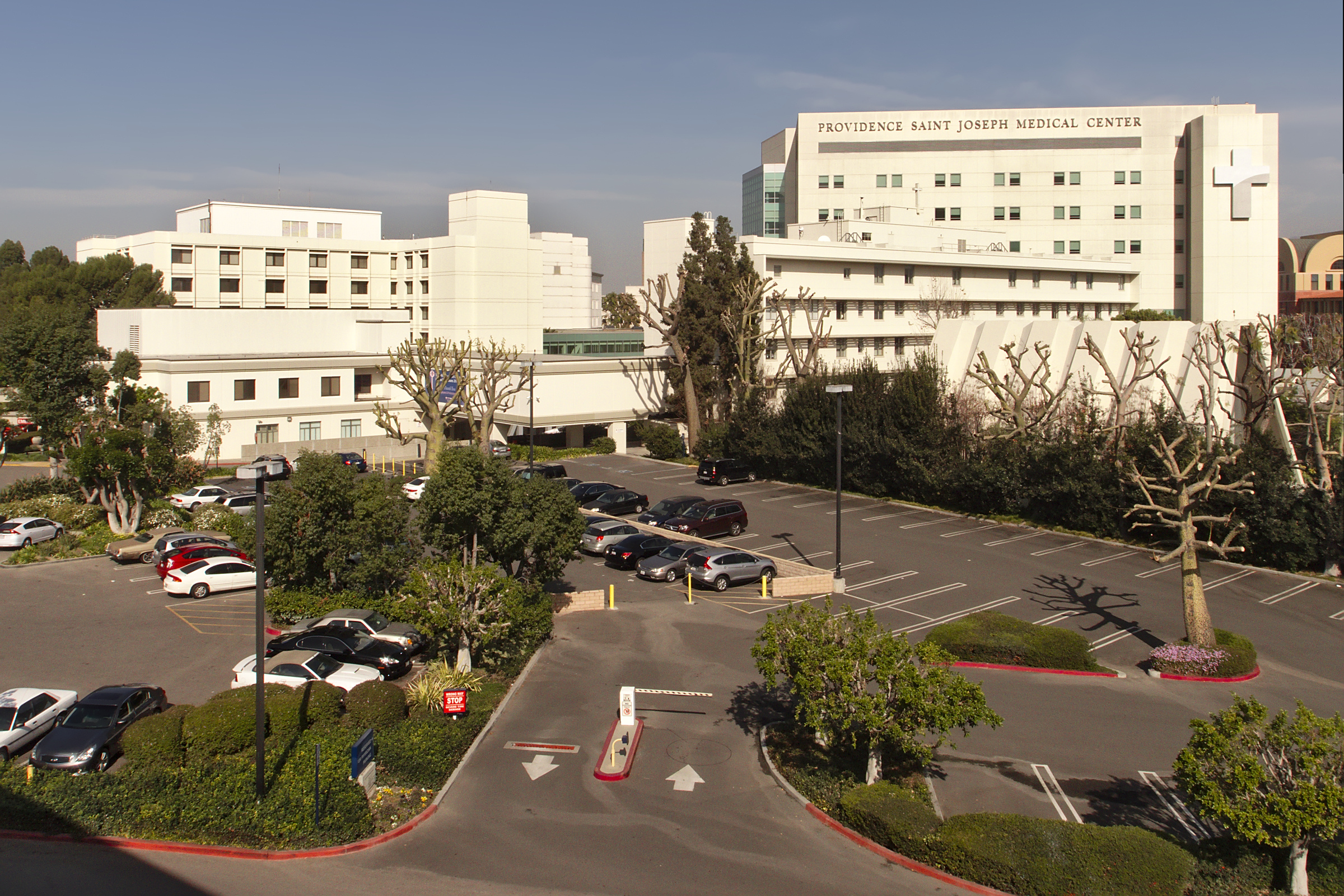
Providence Saint Joseph Medical Center visto desde el sur.

### El Centro Oncológico de la Familia Roy y Patricia Disney
Ofrece servicios de detección, diagnóstico, tratamiento, rehabilitación y apoyo.

### Instituto de Neurociencia Hycy & Howard Hill
El galardonado Instituto de Neurociencia Hycy & Howard Hill en Providence Saint Joseph Medical Center brinda tratamiento para la mayoría de los problemas neurológicos, como párkinson, alzheimers, convulsiones, temblor esencial, accidente cerebrovascular, epilepsia y más.

### Torre noreste
- 2 Noreste: Cirugía
- 2 Noreste: Unidad de cuidados postanestésicos
- 2 Noreste: Unidad de Cuidados Intensivos
- 3 Noreste: Trabajo de parto y parto
- 4 Noreste: Suites de posparto
- 5 Noreste: Ortopedia / Vascular
- 6 Noreste: Oncología
- 7 Noreste: Bariátrico

### Torre Norte
- 2 Norte: Unidad de Cuidados Intensivos
- 3 Norte: telemetría cardíaca subaguda
- 4 Norte: Neurociencia / Telemetría
- 5 Norte: rehabilitación aguda

### Torre Sur
- 2 Sur: Estancia corta
- 2 Sur: Cirugía
- 2 Sur: Unidad de cuidados postanestésicos
- 3 Sur: Oficinas
- 4 Sur: Med / Surg
- 5 Sur: Telemetría / Med / Surg
- 6 Sur: Telemetría / Med / Surg

### Torre Este
- Actualmente, la East Tower contiene oficinas administrativas